# Fenriz
Gylve Fenris Nagell (narozený Leif Nagell; * 28. listopadu 1971), lépe známý jako Fenriz, je norský hudebník a politik, který je známý jako polovina metalového dua Darkthrone, vedle Nocturno Culta. Ačkoli je primárně bubeník, hraje také na basu, kytaru a zpívá v Darkthrone i jiných metalových skupinách. Fenriz je známý pro své encyklopedické znalosti mnoha různých forem hudby (zejména metalu), dychtivou podporu dalších undergroundových kapel a nezájem o mainstreamový hudební proud obecně. Fenriz má za sebou několik samostatných projektů, včetně blackmetalového projektu Isengard, dark ambient projektu Neptune Towers a doommetalového projektu Fenriz' Red Planet.

## Skupiny a další hudební projekty
- Darkthrone – bicí, basa, kytara, klávesy, zpěv (1986–?)
- Valhall – bicí (1987–1989, 1993–?, 2007–?)
- Fenriz′ Red Planet – všechny nástroje (1993–?) – solo projekt
- Isengard – všechny nástroje(1989–1995) – solo projekt
- Neptune Towers – všechny nástroje (1993–1995) – solo project
- Dødheimsgard – bass a vokály (1994–1995)
- Storm – bicí, vokály (1995) – (se Satyrem ze Satyriconu a Kari Rueslåtten)
- Eibon – bicí(1999) (se Satyrem zeSatyriconu, Killjoyem z Necrophagie a Philem Anselmem ze skupiny Pantera)
- Fuck You All – bass (2002)
- Regress FF – všechny nástroje (1994) – solo projekt

## Diskografie
| Rok  | Titul                           | Kapela                        | Nástroje                          |
| ---- | ------------------------------- | ----------------------------- | --------------------------------- |
| 1987 | Trash Core '87 (demo)           | Black Death (pre-Darkthrone)  | bicí, zpěv                        |
| 1987 | Black is Beautiful (demo)       | Black Death (pre-Darkthrone)  | bicí, zpěv                        |
| 1987 | Land of Frost (demo)            | Darkthrone                    | bicí, zpěv                        |
| 1987 | A New Dimension (demo)          | Darkthrone                    | bicí                              |
| 1988 | The Castle of Death (demo)      | Valhall                       | bicí                              |
| 1989 | Thulcandra (demo)               | Darkthrone                    | bicí, zpěv                        |
| 1989 | Cromlech (demo)                 | Darkthrone                    | bicí                              |
| 1989 | Spectres Over Gorgoroth (demo)  | Isengard                      | vše                               |
| 1991 | Horizons (demo)                 | Isengard                      | vše                               |
| 1991 | Soulside Journey                | Darkthrone                    | bicí                              |
| 1991 | Goatlord (demo)                 | Darkthrone                    | bicí, zpěv                        |
| 1992 | A Blaze in the Northern Sky     | Darkthrone                    | bicí                              |
| 1993 | Under a Funeral Moon            | Darkthrone                    | bicí                              |
| 1993 | Vanderen (demo)                 | Isengard                      | vše                               |
| 1994 | Transilvanian Hunger            | Darkthrone                    | bicí, kytara, bass                |
| 1994 | Caravans to Empire Algol        | Neptune Towers                | vše                               |
| 1994 | Promo 1994 (demo)               | Dødheimsgard                  | bass                              |
| 1995 | Høstmørke                       | Isengard                      | vše                               |
| 1995 | Transmissions from Empire Algol | Neptune Towers                | vše                               |
| 1995 | Panzerfaust                     | Darkthrone                    | bicí, kytara, bass                |
| 1995 | Nordavind                       | Storm                         | bicí, doprovodný zpěv             |
| 1995 | Kronet Til Konge                | Dødheimsgard                  | bass, doprovodný zpěv             |
| 1995 | Moonstoned                      | Valhall                       | bicí                              |
| 1995 | Promo 1995 (demo)               | Dødheimsgard                  | bass, doprovodný zpěv             |
| 1996 | Total Death                     | Darkthrone                    | bicí, kytara, bass                |
| 1997 | Heading for Mars                | Valhall                       | bicí                              |
| 1999 | Ravishing Grimness              | Darkthrone                    | bicí                              |
| 2001 | Plaguewielder                   | Darkthrone                    | bicí                              |
| 2003 | Hate Them                       | Darkthrone                    | bicí                              |
| 2004 | Sardonic Wrath                  | Darkthrone                    | bicí, doprovodný zpěv             |
| 2006 | Too Old, Too Cold (single)      | Darkthrone                    | bicí, doprovodný zpěv+kytary      |
| 2006 | The Cult is Alive               | Darkthrone                    | bicí, doprovodný zpěv+kytary      |
| 2006 | Forebyggende krig (single)      | Darkthrone                    | bicí, doprovodný zpěv+kytary      |
| 2007 | NWOBHM (EP)                     | Darkthrone                    | bicí, doprovodný zpěv+kytary      |
| 2007 | F.O.A.D.                        | Darkthrone                    | bicí, doprovodný zpěv             |
| 2008 | Dark Thrones and Black Flags    | Darkthrone                    | bicí, doprovodný zpěv+kytary      |
| 2009 | Red Planet                      | Valhall                       | bicí                              |
| 2009 | Engangsgrill (split)            | Fenriz' Red Planet/Nattefrost | vše (písně 1–3) (nahráno 1993)    |
| 2009 | Fuck You All                    | Fuck You All                  | bass (nahráno 2002)               |
| 2010 | Circle the Wagons               | Darkthrone                    | bicí, kytary, zpěv                |
| 2013 | The Underground Resistance      | Darkthrone                    | drums, zpěv, kytary               |
| 2015 | Regress FF                      | Regress FF                    | vše (nahráno 1994)                |
| 2016 | Arctic Thunder                  | Darkthrone                    | bicí, doprovodný zpěv+kytary+bass |
| 2016 | Traditional Doom Cult           | Isengard                      | vše (nahráno 1989–1990)           |
| 2019 | Old Star                        | Darkthrone                    | bicí                              |